# Suisun City
Suisun City, fundada en 1868, es una ciudad y sede de condado del condado de Solano en el estado estadounidense de California. En el año 2000 tenía una población de 26 118 habitantes y una densidad poblacional de 2487,4 hab./km².

## Geografía
La ciudad se encuentra junto al área pantanosa de Suisun Marsh, 34 000 hectáreas) el mayor estuario pantanoso continuo que queda en la costa oeste de América del Norte., localizado al norte de la homónima bahía Suisun.
Según la Oficina del Censo, la ciudad tiene un área total de 10,5 km² (4,1 mi²), de la cual 10,4 km² (4 mi²) es tierra y 0,1 km² (0 mi²) (0.99%) es agua.

## Demografía
Según la Oficina del Censo en 2000 los ingresos medios por hogar en la localidad eran de $60,848, y los ingresos medios por familia eran $63,616. Los hombres tenían unos ingresos medios de $41,253 frente a los $31,301 para las mujeres. La renta per cápita para la localidad era de $20,386. Alrededor del 6.5% de la población estaban por debajo del umbral de pobreza.